# Tom van der Geld
Tom van der Geld (Boston, 9 september 1947) is een Amerikaanse jazzvibrafonist, -componist en -pedagoog. 
Van der Geld nam met de groep Children at Play vier albums op en kwam met een soloalbum. Hij speelde samen met onder anderen Charlie Mariano, Manfred Schoof, Albert Mangelsdorff, Bob Brookmeyer en Peter Herbolzheimer. Van der Geld, sinds 1974 woonachtig in Europa, is te horen op plaatopnames van bijvoorbeeld Kenny Wheeler en Frank Haunschild. Hij heeft werk gecomponeerd voor zijn eigen groepen, maar schreef ook voor theater en film. In 1971 ging hij werken aan Berklee College of Music. Ook heeft hij aan andere conservatoria lesgegeven. Tegenwoordig geeft hij in verschillende disciplines les in Keulen.

## Discografie
- Children at Play, JAPO Records,
- Patience, ECM, 1977
- Path, ECM, 1979
- Out Patients, JAPO Records/ECM, 1980
- Small Mountain, WERGO/Spectrum, 1986
- Watching the Waves, Rodenstein Records, 2009

## Boeken
- Die neue Gehörbildung für Rock, Pop & Jazz (twee delen)